# Union (Oregon)
Pour les articles homonymes, voir Union.
Union est une municipalité américaine située dans le comté du même nom en Oregon.
Lors du recensement de 2010, sa population est de 2 121 habitants. La municipalité s'étend sur 2,49 milles carrés (6,45 km2).

## Histoire
La localité est fondée en 1862 et devient un temps le siège du comté, avant de céder sa place à La Grande en 1904. Elle devient une municipalité le 19 octobre 1878.
Le quartier historique de Main Street, qui fait partie de la ville construite en 1864, est classé au Registre national des lieux historiques en 1997.

Le quartier historique de Main Street
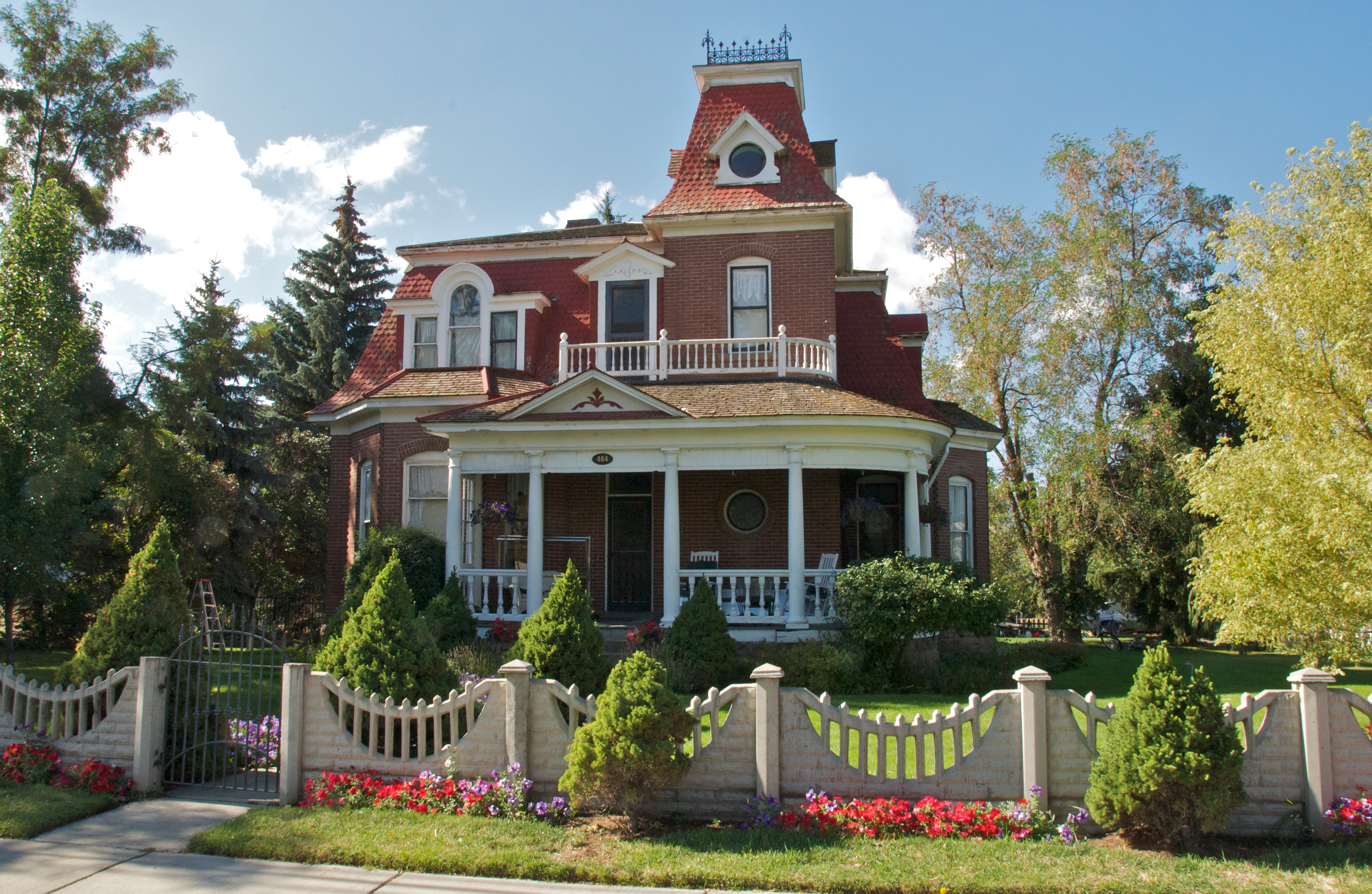
La maison Eaton
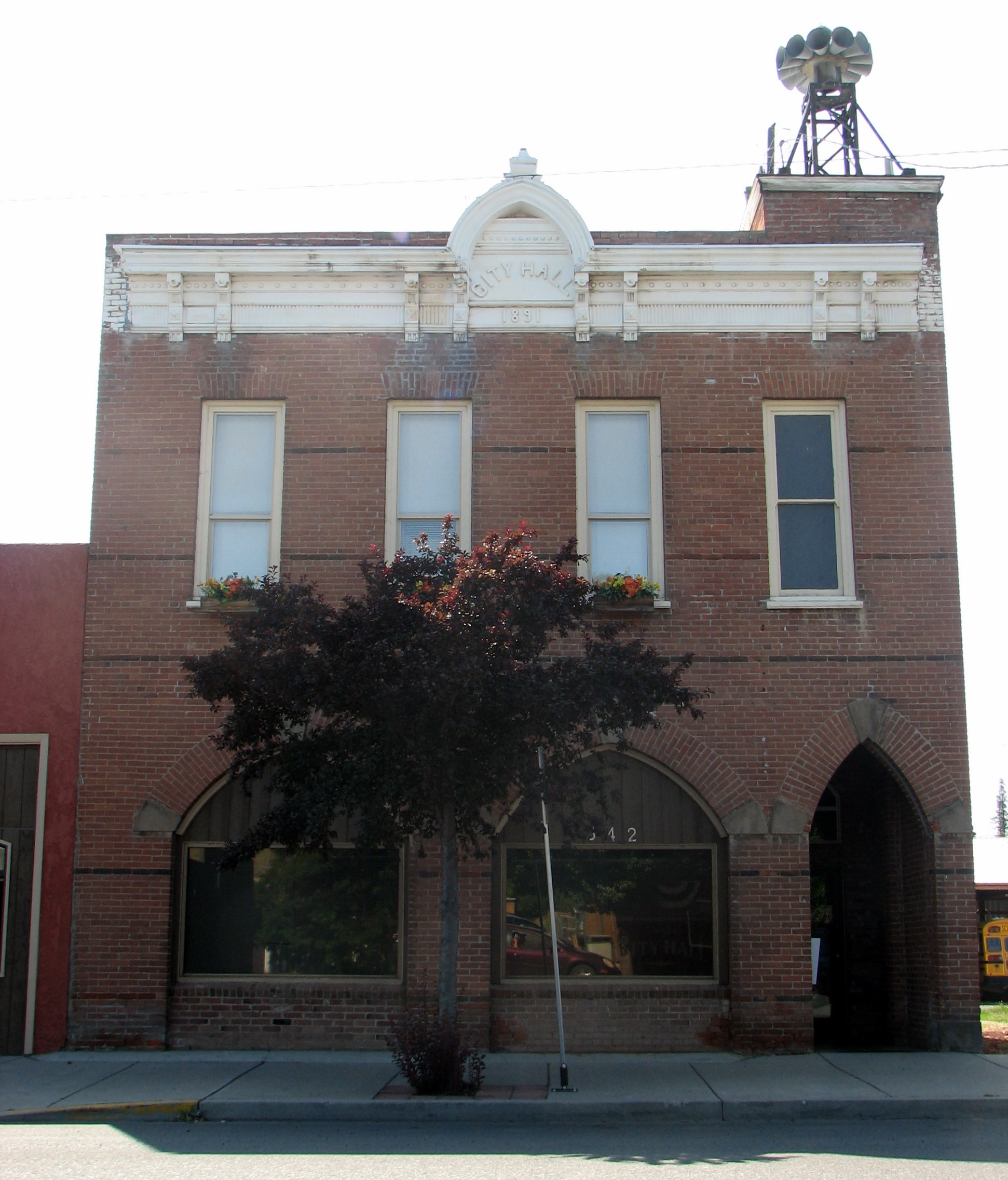
L'hôtel de ville
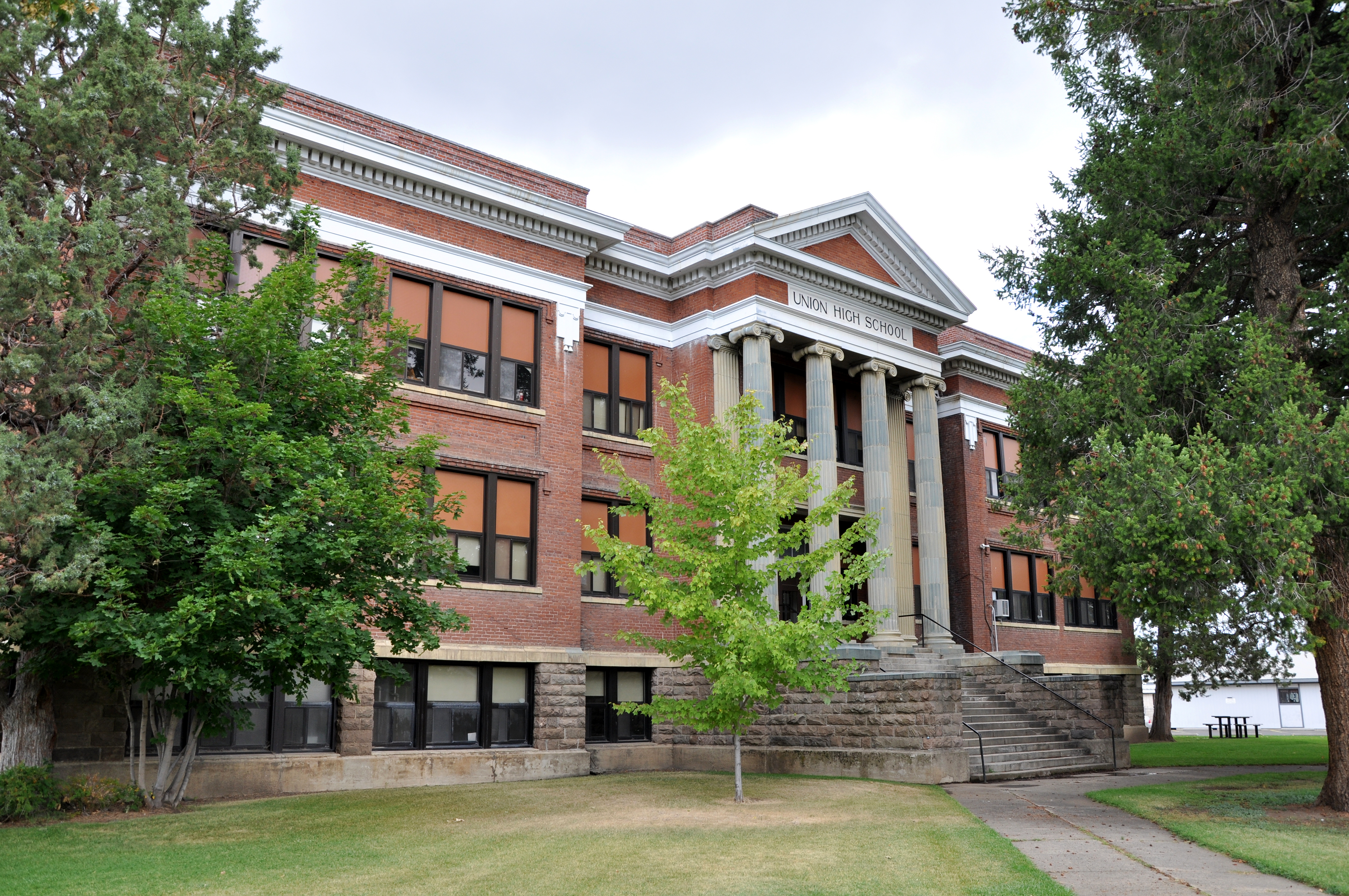
Le lycée
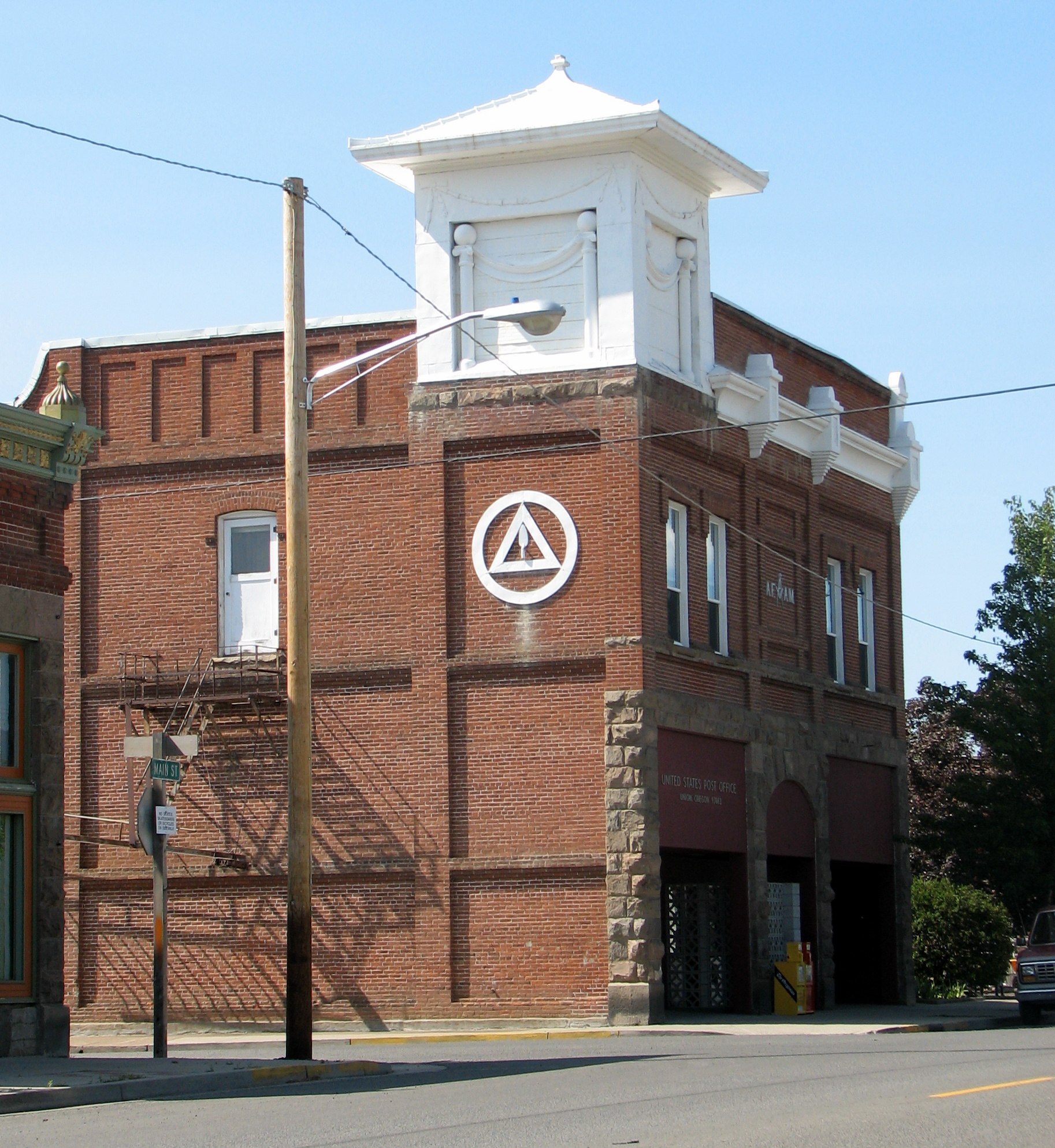
La loge maçonnique